# Coupe de l'EHF féminine 2014-2015
Navigation
Coupe de l'EHF 2013-2014 Coupe de l'EHF 2015-2016
La coupe de l'EHF 2014-2015 est la trente-quatrième édition de la Coupe de l'EHF féminine, compétition de handball créée en 1981 et organisée par l'EHF.

## Formule
La coupe de l'EHF est aussi appelée la C3. Il faut pour chaque équipe engagée franchir les sept tours de l’épreuve pour brandir le trophée. Toutes les rencontres se déroulent en matches aller-retour. 
La coupe de l'EHF intègre vingt équipes qualifiées par leurs fédérations nationales lors du troisième tour et quatre autres équipes issues d’un tour de qualification à huit équipes. Elle est généralement considérée comme la seconde coupe d’Europe en termes de niveau de jeu.

## Équipes qualifiées
Dix-huit équipes sont qualifiées pour le premier tour :
- Tecton WAT Atzgersdorf
- Fémina Visé Handball
- HC Gomel
- DHK Banik Most
- Kyndil Torshavn
- Olympia HC
- Anagennisi Artas
- OF Nea Ionia
- ÍBV Vestmannaeyja
- Bnei Hertzeliya
- Jomi Salerno
- KHF Kastrioti
- HB Dudelange
- LC Brühl Handball
- Spono Nottwil Lucerne
- Iuventa Michalovce
- Ankara Yenimahalle BSK
- HC Karpaty Oujhorod

De plus, vingt-sept autres équipes sont directement qualifiées pour le deuxième tour :
- Team Esbjerg
- Team Tvis Holstebro
- Balonmano Bera Bera
- Rocasa Gran Canaria ACE
- Issy Paris Hand
- Buxtehuder SV
- TSV Bayer 04 Leverkusen
- Dunaujvarosi
- Érd VSE
- Vardar Skopje II
- Succes Schoonrmaak/VOC
- Stabæk Håndball
- Zagłębie Lubin
- Alavarium / Love Tiles
- Dunărea Brăila
- Corona Brașov
- HC Astrakhanochka
- HC Lada Togliatti
- Rostov-Don
- RK GEN-I Zagorje
- H 65 Höör
- Lugi Lund
- Muratpaşa BSK

## Résultats

### Premier tour
| Date Aller      | Club                   | Aller   | Total   | Retour  | Club                         | Date Retour     |
| --------------- | ---------------------- | ------- | ------- | ------- | ---------------------------- | --------------- |
| 17 octobre 2014 | Jomi Salerno           | 27 - 24 | 61 - 49 | 34 - 25 | ÍBV Vestmannaeyja            | 18 octobre 2014 |
| 18 octobre 2014 | Iuventa Michalovce     | 44 - 14 | 75 - 34 | 31 - 20 | KHF Kastrioti                | 19 octobre 2014 |
| 18 octobre 2014 | Kyndil Torshavn        | 15 - 22 | 36 - 42 | 21 - 20 | Fémina Visé Handball         | 19 octobre 2014 |
| 18 octobre 2014 | Olympia HC             | 10 - 39 | 16 - 77 | 6 - 38  | HC Karpaty Oujhorod          | 19 octobre 2014 |
| 18 octobre 2014 | LC Brühl Handball      | 21 - 27 | 46 - 52 | 25 - 25 | DHK Banik Most               | 25 octobre 2014 |
| 18 octobre 2014 | Tecton WAT Atzgersdorf | 22 - 34 | 49 - 72 | 27 - 38 | OF Nea Ionia                 | 25 octobre 2014 |
| 19 octobre 2014 | Ankara Yenimahalle BSK | 33 - 22 | 57 - 47 | 24 - 25 | HC Gomel                     | 25 octobre 2014 |
| 25 octobre 2014 | Spono Nottwil          | 34 - 20 | 74 - 39 | 40 - 19 | Bnei Hertzeliya              | 26 octobre 2014 |
| 25 octobre 2014 | HB Dudelange           | 15 - 18 | 37 - 33 | 22 - 15 | Feta Epirus Anagennisi Artas | 26 octobre 2014 |

### Deuxième tour
| Date Aller       | Club                    | Aller   | Total    | Retour  | Club                    | Date Retour      |
| ---------------- | ----------------------- | ------- | -------- | ------- | ----------------------- | ---------------- |
| 15 novembre 2014 | HC Lada Togliatti       | 37 - 29 | 69 - 52  | 32 - 23 | Stabæk Håndball         | 16 novembre 2014 |
| 15 novembre 2014 | Érd VSE                 | 35 - 18 | 65 - 39  | 32 - 21 | Spono Nottwil           | 16 novembre 2014 |
| 15 novembre 2014 | Team Tvis Holstebro     | 45 - 18 | 95 - 37  | 50 - 19 | HB Dudelange            | 16 novembre 2014 |
| 15 novembre 2014 | H 65 Höör               | 30 - 21 | 58 - 55  | 28 - 34 | HC Karpaty Oujhorod     | 22 novembre 2014 |
| 15 novembre 2014 | Buxtehuder SV           | 32 - 25 | 64 - 49  | 32 - 24 | Succes Schoonrmaak/VOC  | 22 novembre 2014 |
| 15 novembre 2014 | Rostov-Don              | 26 - 21 | 48 - 41  | 22 - 20 | DHK Banik Most          | 22 novembre 2014 |
| 15 novembre 2014 | OF Nea Ionia            | 28 - 27 | 50 - 71¹ | 22 - 44 | HC Astrakhanochka       | 23 novembre 2014 |
| 15 novembre 2014 | Dunaujvarosi            | 28 - 20 | 58 - 35  | 30 - 15 | Vardar Skopje II        | 23 novembre 2014 |
| 15 novembre 2014 | Iuventa Michalovce      | 28 - 31 | 55 - 65  | 27 - 34 | Corona Brașov           | 23 novembre 2014 |
| 15 novembre 2014 | RK GEN-I Zagorje        | 22 - 33 | 48 - 68  | 26 - 35 | Team Esbjerg            | 23 novembre 2014 |
| 15 novembre 2014 | Issy Paris Hand         | 26 - 23 | 48 - 46  | 22 -23  | Ankara Yenimahalle BSK  | 23 novembre 2014 |
| 16 novembre 2014 | Lugi Lund               | 24 - 28 | 47 - 53  | 23 - 25 | Rocasa Gran Canaria ACE | 23 novembre 2014 |
| 16 novembre 2014 | TSV Bayer 04 Leverkusen | 30 - 23 | 58 - 52  | 28 - 29 | Zagłębie Lubin          | 23 novembre 2014 |
| 21 novembre 2014 | Balonmano Bera Bera     | 29 - 19 | 57 - 39  | 28 - 20 | Jomi Salerno            | 23 novembre 2014 |
| 22 novembre 2014 | Fémina Visé Handball    | 20 - 37 | 41 - 62  | 21 - 25 | Muratpaşa BSK           | 23 novembre 2014 |
| 22 novembre 2014 | Alavarium / Love Tiles  | 21 - 40 | 43 - 74  | 22 - 34 | Dunărea Brăila          | 23 novembre 2014 |

¹ La date de retour qui devrait dérouler le 22 novembre est repoussée au 23 novembre vu que l'avion de  O.F.N. Ionias n'a pas pu atterri en Russie à cause de tempête de neige : Source Handnews : « deux jours de voyage »(Archive.org • Wikiwix • Archive.is • Google • Que faire ?), sur handnews.fr/, 22 novembre 2014 (consulté le 23 novembre 2014). 

### Huitièmes de finale
| Date Aller      | Club                    | Aller   | Total   | Retour  | Club                    | Date Retour     |
| --------------- | ----------------------- | ------- | ------- | ------- | ----------------------- | --------------- |
| 7 février 2015  | Team Tvis Holstebro     | 32 - 29 | 64 - 59 | 32 - 30 | HC Lada Togliatti       | 8 février 2015  |
| 7 février 2015  | HC Astrakhanochka       | 36 - 25 | 58 - 51 | 22 - 26 | Corona Brașov           | 15 février 2015 |
| 7 février 2015  | H 65 Höör               | 25 - 33 | 53 - 66 | 28 - 33 | Team Esbjerg            | 15 février 2015 |
| 8 février 2015  | TSV Bayer 04 Leverkusen | 31 - 29 | 60 - 63 | 29 - 34 | Buxtehuder SV           | 14 février 2015 |
| 8 février 2015  | Rostov-Don              | 28 - 19 | 57 - 47 | 29 - 28 | Dunaujvarosi            | 14 février 2015 |
| 8 février 2015  | Balonmano Bera Bera     | 30 - 30 | 57 - 59 | 27 - 29 | Muratpaşa BSK           | 14 février 2015 |
| 14 février 2015 | Érd VSE                 | 30 - 22 | 61 - 45 | 31 - 23 | Rocasa Gran Canaria ACE | 15 février 2015 |
| 14 février 2015 | Issy Paris Hand         | 30 - 26 | 54 - 49 | 24 - 25 | Dunărea Brăila          | 15 février 2015 |

### Phase finale
|  | Quarts de finale    | Quarts de finale    | Quarts de finale    | Quarts de finale    |                     |                     | Demi-finales | Demi-finales | Demi-finales | Demi-finales |  |  | Finale | Finale | Finale | Finale |
|  |                     |                     |                     |                     |                     |                     |              |              |              |              |  |  |        |        |        |        |
|  |                     |                     |                     |                     |                     |                     |              |              |              |              |  |  |        |        |        |        |
|  |                     |                     |                     |                     |                     |                     |              |              |              |              |  |  |        |        |        |        |
|  | Buxtehuder SV       | Buxtehuder SV       | 31                  | 18                  |                     |                     |              |              |              |              |  |  |        |        |        |        |
|  | Buxtehuder SV       | Buxtehuder SV       | 31                  | 18                  |                     |                     |              |              |              |              |  |  |        |        |        |        |
|  | Muratpaşa BSK       | Muratpaşa BSK       | 25                  | 28                  |                     |                     |              |              |              |              |  |  |        |        |        |        |
|  | Muratpaşa BSK       | Muratpaşa BSK       | 25                  | 28                  | Muratpaşa BSK       | Muratpaşa BSK       | 25           | 24           |              |              |  |  |        |        |        |        |
|  |                     |                     |                     |                     | Muratpaşa BSK       | Muratpaşa BSK       | 25           | 24           |              |              |  |  |        |        |        |        |
|  |                     |                     | Team Tvis Holstebro | Team Tvis Holstebro | 38                  | 29                  |              |              |              |              |  |  |        |        |        |        |
|  | Team Tvis Holstebro | Team Tvis Holstebro | Team Tvis Holstebro | Team Tvis Holstebro | 38                  | 29                  | 40           | 20           |              |              |  |  |        |        |        |        |
|  | Team Tvis Holstebro | Team Tvis Holstebro |                     |                     |                     |                     |              | 20           |              |              |  |  |        |        |        |        |
|  | Issy Paris Hand     | Issy Paris Hand     | 27                  | 32                  |                     |                     |              |              |              |              |  |  |        |        |        |        |
|  | Issy Paris Hand     | Issy Paris Hand     | 27                  | 32                  | Team Tvis Holstebro | Team Tvis Holstebro | 33           | 22           |              |              |  |  |        |        |        |        |
|  |                     |                     |                     |                     | Team Tvis Holstebro | Team Tvis Holstebro | 33           | 22           |              |              |  |  |        |        |        |        |
|  |                     |                     | Rostov-Don          | Rostov-Don          | 20                  | 33                  |              |              |              |              |  |  |        |        |        |        |
|  | Érd VSE             | Érd VSE             | Rostov-Don          | Rostov-Don          | 20                  | 33                  | 28           | 29           |              |              |  |  |        |        |        |        |
|  | Érd VSE             | Érd VSE             |                     |                     |                     |                     |              |              |              |              |  |  |        |        |        |        |
|  | Team Esbjerg        | Team Esbjerg        | 20                  | 28                  |                     |                     |              |              |              |              |  |  |        |        |        |        |
|  | Team Esbjerg        | Team Esbjerg        | 20                  | 28                  | Érd VSE             | Érd VSE             | 24           | 28           |              |              |  |  |        |        |        |        |
|  |                     |                     |                     |                     | Érd VSE             | Érd VSE             | 24           | 28           |              |              |  |  |        |        |        |        |
|  |                     |                     | Rostov-Don          | Rostov-Don          | 28                  | 32                  |              |              |              |              |  |  |        |        |        |        |
|  | Rostov-Don          | Rostov-Don          | Rostov-Don          | Rostov-Don          | 28                  | 32                  | 37           | 27           |              |              |  |  |        |        |        |        |
|  | Rostov-Don          | Rostov-Don          |                     |                     |                     |                     |              | 27           |              |              |  |  |        |        |        |        |
|  | HC Astrakhanochka   | HC Astrakhanochka   | 19                  | 16                  |                     |                     |              |              |              |              |  |  |        |        |        |        |
|  | HC Astrakhanochka   | HC Astrakhanochka   | 19                  | 16                  |                     |                     |              |              |              |              |  |  |        |        |        |        |
|  |                     |                     |                     |                     |                     |                     |              |              |              |              |  |  |        |        |        |        |

### Quarts de finale
| Date Aller  | Club                | Aller   | Total   | Retour  | Club              | Date Retour  |
| ----------- | ------------------- | ------- | ------- | ------- | ----------------- | ------------ |
| 8 mars 2015 | Buxtehuder SV       | 31 - 25 | 49 - 53 | 18 - 28 | Muratpaşa BSK     | 14 mars 2015 |
| 8 mars 2015 | Team Tvis Holstebro | 40 - 27 | 60 - 59 | 20 - 32 | Issy Paris Hand   | 13 mars 2015 |
| 8 mars 2015 | Érd VSE             | 28 - 20 | 57 - 48 | 29 - 28 | Team Esbjerg      | 15 mars 2015 |
| 7 mars 2015 | Rostov-Don          | 37 - 19 | 64 - 35 | 27 - 16 | HC Astrakhanochka | 14 mars 2015 |

### Demi-finales
| Date Aller   | Club          | Aller   | Total   | Retour  | Club                | Date Retour   |
| ------------ | ------------- | ------- | ------- | ------- | ------------------- | ------------- |
| 4 avril 2015 | Muratpaşa BSK | 25 - 38 | 49 - 67 | 24 - 29 | Team Tvis Holstebro | 12 avril 2015 |
| 5 avril 2015 | Érd VSE       | 24 - 28 | 52 - 60 | 28 - 32 | Rostov-Don          | 11 avril 2015 |

### Finale
| Date Aller | Club                | Aller   | Total   | Retour  | Club       | Date Retour |
| ---------- | ------------------- | ------- | ------- | ------- | ---------- | ----------- |
| 3 mai 2015 | Team Tvis Holstebro | 33 - 20 | 55 - 53 | 22 - 33 | Rostov-Don | 9 mai 2015  |

## Les championnes d'Europe
| Championne d'Europe - Coupe d'Europe de l'EHF 2014-2015 Team Tvis Holstebro 2e titre |

## Statistiques

### Buteuses
| Rang | Nom                  | Équipe              | Buts |
| ---- | -------------------- | ------------------- | ---- |
| 1    | Nathalie Hagman      | Team Tvis Holstebro | 73   |
| 2    | Ekaterina Ilina      | Rostov-Don          | 56   |
| 3    | Kristina Kristiansen | Team Tvis Holstebro | 54   |